# Tortula wilsonii
Tortula wilsonii là một loài Rêu trong họ Pottiaceae. Loài này được (Hook.) R.H. Zander miêu tả khoa học đầu tiên năm 1993.